# Меловатский район
Меловатский район — административно-территориальная единица в составе Воронежской области РСФСР, существовавшая в 1935—1957 годах.
Административный центр — село Новомеловатка.
Район был образован 18 января 1935 года из сельсоветов Калачеевского района.
5 октября 1957 года Меловатский район был упразднён, его территория вошла в состав Калачеевского района.